# Uhtsib Kolmmesjavri
Uhcit Golmmesjávri eller Uhtsib Kolmmesjavri är en sjö i kommunen Enare i landskapet Lappland i Finland. Arean är 57 hektar och strandlinjen är 4,14 kilometer lång. Sjön  ingår i Neidenälvens huvudavrinningsområde.   Den ligger omkring 380 kilometer norr om Rovaniemi och omkring 1100 kilometer norr om Helsingfors. 